# غلامعلی هزارجریبی
غلامعلی هزارجریبی (زادهٔ ۱۳۳۲ در گرگان-درگذشتهٔ ۲۷ اردیبهشت ۱۳۸۰) نمایندهٔ حوزهٔ انتخابیهٔ گرگان در دورهٔ ششم مجلس شورای اسلامی بوده‌است.
وی در حادثهٔ هواپیمای یاک ۴۰ در تاریخ ۲۷ اردیبهشت ۱۳۸۰ کشته‌شد.